# Raguel

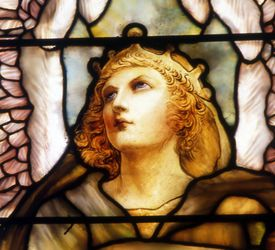
Archanděl Raguel, Přítel Boží

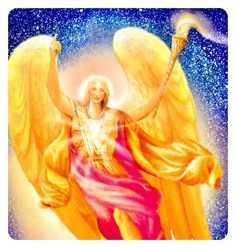
Raguel, Kníže andělů, Přítel Boží

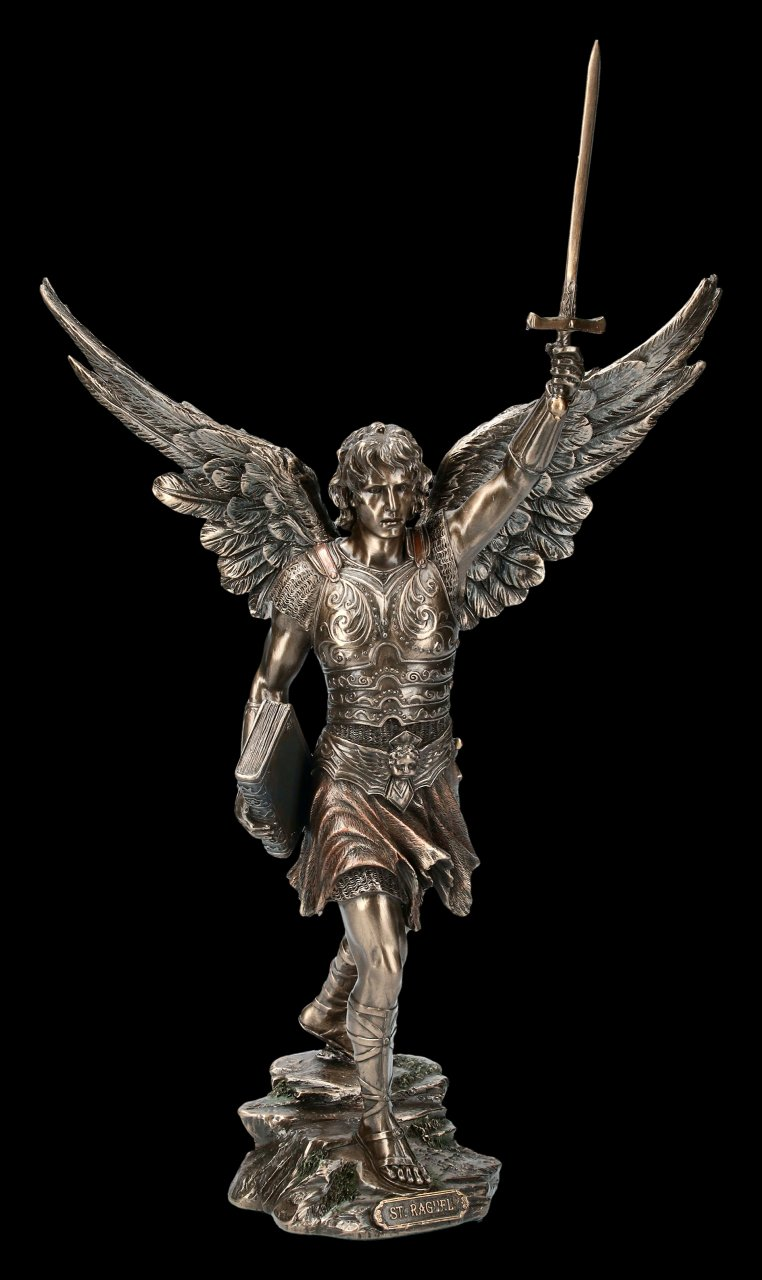
Raguel s mečem, anděl pomsty a spravedlnosti, Přítel Boha a nejvyšší anděl

Raguel, Ragu-el (hebrejsky מלך המלאכים‎ Král andělů, také אלוהים הוא נקמה, אלוהים הוא המשמיד‎ Bůh je pomsta Bůh je ničitel nebo ידיד האלוהים‎ Přítel Boží), také Kníže andělů, je hebrejský Archanděl a nejvyšší anděl judaismu. Nejčastěji je přezdíván Přítel Boha.

## Judaismus vs. křesťanství
Pochází z nejasných zdrojů kabalismu a není o něm jmenovitá zmínka v Tóře a spisech proroků nebo v knihách moudrosti a přísloví Šalomounových, ani v knize Ben Sira. Přesto je jeho jméno známo všem Židům, jakožto nejvyššího ze všech andělů. Nepřevyšuje ho dokonce ani archanděl Michael, považovaný křesťany za nejvyššího anděla, protože bojoval s drakem. Naopak v židovství je jím právě Raguel, anděl pomsty, ničení a také pomoci těm nejchudším, utlačovaným, tísněným a bezmocným, domáhajícím se práva. Vedle Raguela stojí dalších čtrnáct andělů, také knížat. Jsou to: Ariel, Azrael, Gabriel, Haniel, Chamuel, Jeremiel, Jofiel, Michael, Uriel, Zadkiel, Raziel, Rafael, Sandalfon a Satan. Těchto patnáct archandělů má v nebi mimořádnou sílu (Satan působil v nebi po neurčitý čas, ale dlouhou dobu, a vedl v samotném nebi válku s anděly, a to ještě před svým vyhnáním) a podle řídkých zmínek v prorockých knihách ovládají dění u pohanských národů. Raguel je s Michaelem patronem Izraele a jeho andělským vůdcem. Podle knihy Daniel 10,13 je archanděl Michael řazen mezi nejpřednější knížata, a jako pomocník archanděla Gabriela. Už z tohoto sdělení Písma je zřejmé, že však nebyl vůdcem archandělů podle křesťanských dogmat. Podle všeho byl taktéž Raguel velitelem vojsk Božích v knize Jozue. Křesťané ale usuzují, že jím byl Michael. V době starověkého Babylónu byl Satan (syrsky Satána) archandělem chránícím Persii, pozdější utlačovatelskou monarchii izraelsko-judských království, proti němuž vedl úhlavní válku archanděl Gabriel, zmocněný k tomuto vedení buď budoucím Mesiášem Izraele (synem člověka) a nebo nejvyšším andělem (Raguelem). Záhadnou osobou anděla vykonávajícího záchranu Izraele prostřednictvím soudce Gideona byl pravděpodobně také Raguel, což lze dedukovat z významu zjevení a následných dějinných událostí. Nadto, Gabriel je ve svatých záznamech (v Písmu) jmenován a představen i v Novém zákoně, zatímco Raguel své jméno vždy utajuje a je utajováno. Dalším důvodem může být i fakt, že Gideon anděla oslovuje samotným jménem Božím. Základem tohoto utajování jména tedy může být jeho blízkost k Bohu, jehož Jméno se nesmí vyslovovat.

## Esoterika
Archanděl Raguel je stejně jako další andělé a archandělé provázen řadou doporučení a témat, jež ho symbolizují.
Raguel má nádherně bledě modrou energii, jako obloha v krásný jarní den. Je to archanděl, který vede lidi k čestnému a spravedlivému jednání a také nám dává víru v to, že lidé jsou ve své podstatě dobří.
Stejně jako každý další archanděl má i Raguel symboliku v kameni, svíci, vůni či v bylinných směsích:
Když budete v ruce držet nebo nosit akvamarín, můžete se napojit na Raguelovu laskavost a moudrost.
Akvamarín je příznačným atributem:
Jednou z hlavních energií z oblasti minerálů je u Raguela akvamarín, který pomáhá obnovit naši integritu a nechat promluvit pravdu našeho srdce. Pomáhá nám také napojit se na ústřední hodnoty naší duše. Tmavě purpurová nám vždy připomíná, jak je důležité pečovat o drobné každodenní věci, které obvykle děláme automaticky či nevědomky. Tímto specifickým odstínem korálové se Raguel pokouší oživit naše vědomí, abychom dokázali být plně přítomni ve všem, co děláme.
Lidé zmiňující své duchovní zkušenosti vyjadřují své pocity různě a v mnoha doporučeních, přičemž např.:
... témata, jichž se archanděl Raguel dotýká, se zrcadlí v symbolice stromů. Archanděl Raguel vybrušuje naše vědomí pro vnímání potřeb těla. Přivádí naši pozornost k věcem, jež nám nečiní dobře. Závislosti, nedostatek pohybu, povrchové dýchání, nedostatek živin apod. jsou negativní návyky rozdílného původu, karmické a rodinné struktury, které nám brání být přítelem našemu tělu.
Na odkazech ke stromům se shodují víceméně všichni esoterici, pokud se týče Raguela:
Energie Archanděla Raguela se dá přirovnat k síle stromů. Je důležité vnímat propojení kořenů s nejmenšími lístky v koruně. V této symbolice pochopíme, že nelze oddělit duchovní část našeho bytí od fyzického těla, pochopit propojení našich činů, myšlenek a skutků. Důležité je vnímání dechu a práce s tělem, uzemnění, detoxikace a také čistota myšlenek. To vše v propojení vede k uzdravení.
Strom jakožto symbol síly v rostlinné přírodě zjevuje nejsilnějšího anděla:
Raguel je archanděl, který hlídá dobro a je přátelsky oddán lidstvu. Manifestuje se ve stromech, poskytujících nám ochranu, útěchu a sílu. Témata, jichž se archanděl Raguel dotýká, se zrcadlí v symbolice stromů. Barva svic přitom není jako u archanděla Haniela jednoznačně daná. Bývá častěji světle zelená ale i mandalová, světle hnědá z palmového vosku, nebo hnědá, také modro-fialová, bílá se zlatým znakem, palmová, bílá s příměsemi barev ve světlém odstínu hnědé s nádechem do žluta – okrová.
Vůně specifikující tohoto archanděla je benzoe, růže damašská, růže francouzská, ylang ylang, palmarosa, pačuli, lotos, iris, neroli, mech, grep, mandarinka, slaměnka, litsea cubeba, mandlový olej.